# Ciclosi
La ciclosi és el moviment del citoplasma que es relaciona al metabolisme actiu de la cèl·lula. La seva funció és la de facilitar el moviment de substàncies intracel·lulars o l'intercanvi entre la cèl·lula i l'exterior. Aquest moviment varia fonamentalment depenent de l'estat de la cèl·lula o per un agent extern que l'estimula. El moviment en si és causat pel citoesquelet, més aviat, pels microfilaments que el formen, i desplaça el citoplasma juntament amb els orgànuls continguts en ell.